# كفر الأشراف
قرية كفر الاشراف هي إحدى القرى التابعة لمركز الزقازيق في محافظة الشرقية في جمهورية مصر العربية. حسب إحصاءات سنة 2006، بلغ إجمالي السكان في كفر الاشراف 6259 نسمة، منهم 3304 رجل و2955 امرأة.

## التاريخ
قرية كفر الأشراف من القرى القديمة، حيث وردت باسم «كفر اللصوصي» في أعمال الشرقية ضمن قرى الروك الناصري التي أحصاها ابن الجيعان في كتاب «التحفة السنية بأسماء البلاد المصرية». وفي العصر العثماني وردت باسم «كفر اللصوصي» في التربيع العثماني الذي أجراه الوالي العثماني سليمان باشا الخادم في عصر السلطان العثماني سليمان القانوني ضمن قرى ولاية الشرقية، وفي تاريخ 1228هـ/1813م الذي عدّ قرى مصر بعد المسح الذي قام به محمد علي باشا باسم «كفر اللصوص» ضمن قرى مديرية الشرقية. تغيّر الاسم إلى «كفر الأشراف» سنة 1346هـ/1928م.